# Mestre Pirajá
Marcondes Luiz Ferreira da Silva (6 de fevereiro de 1942, Santa Rosa de Lima) mais conhecido como Mestre Pirajá foi um mestre de capoeira, considerado até seu falecimento em 2024 como um dos mais antigos em atividade no Estado do Pernambuco. Em 2022, recebeu o título Doutor Honoris Causa pela UFPE. Sua contribuição para a capoeira em Pernambuco, no Brasil e no mundo é reconhecida, tendo difundido a arte para 35 países ao redor das Américas, Europa. Mestre Pirajá também contribuiu para o desenvolvimento de um método específico de ensino da capoeira, denominado Capoeira Pernambuco.

## Biografia e Carreira
Mestre Pirajá nasceu no Recife, no bairro Morro da Conceição. Era militar por profissão e ingressou na Marinha do Brasil. Foi seu tio Luiz Naval que lhe introduziu a capoeira em 1957, cujos conhecimentos por sua vez lhe foram trazidos por alguns descendentes de negros que tinham sido escravizados. Era irmão do jornalista Mucíolo Ferreira.
Em 1966 se mudou para Salvador, para realizar um curso de iniciação no Corpo de Fuzileiros Navais. Foi na capital baiana que ele então aumentou seu conhecimento da capoeira ao ter contato com grandes nomes da capoeira angola e regional. No ano seguinte, se muda para o Rio de Janeiro e passar a ter contato com os capoeiristas daquela região. Assim, junto aos mestres Travassos e Veludo, dá início ao Grupo Pequeno Mestre. Nas terras cariocas, Pirajá também amplia a capoeira que aprendeu com seu tio incorporando novos golpes, elementos da capoeira de Angola (por exemplo,a mandinga, entre outros) e da capoeira regional (por exemplo, cintura desprezada,) e, também, aspectos da capoeira carioca. Assim, a capoeira ensinada por ele se torna denominada de “Anglo-Regional”, ou “Capoeira Pernambucana”, uma junção de suas experiências na arte.
Após dois anos de sua ida ao Rio de Janeiro, em 1969, estando de férias no Recife, Mestre Pirajá funda o Grupo Senzala de Capoeira de Pernambuco, nome em homenagem ao livro Casa-Grande & Senzala de Gilberto Freyre. Este foi o primeiro grupo de capoeira formado em Pernambuco que se tem conhecimento.
Ele faleceu em 18 de fevereiro de 2024 em um hospital do Recife durante uma hemorragia enquanto fazia uma cirurgia para tratar a diverticulite.

## Atuação na história da capoeira em Recife
Mestre Pirajá retorna definitivamente ao Recife apenas em 1972, passando a ensinar por lá a sua prática da capoeira com diversas finalidades: como terapia, para lazer ou como formação social. Quando ele regressa à capital pernambucana, relata que não havia movimento da capoeira na cidade, de forma que até os berimbaus precisaram ser trazidos por ele do Rio de Janeiro. No início, tendo poucos alunos, fez a tentativa de sair com seus alunos em uma ala da escola de samba chamada Os Gigantes do Samba, contendo berimbaus e movimentações de capoeira. Posteriormente, passaram a desfilar também pela escola Galeria do Ritmo, do Morro da Conceição.
Em 1987, Mestre Pirajá forma seus primeiros 5 mestres de capoeira da sua linhagem com o intuito de disseminar a capoeira em toda a zona norte do Recife. Para cada um deles, foi formado um grupo de capoeira diferente. O Mestre Do Vale ficou com o “Senzala Norte”, Mestre Barrão com o grupo “Axé Capoeira”,  a “União dos Capoeiras Leão do Norte" para o mestre Espinhela, grupo “Ginga do Corpo Negro” ficou com mestre Téte e um dos melhores contramestres da época, Mestre Canção, ficou com o grupo "Capoeira Senzala".
Assim, a partir de meados da década de oitenta que o renascimento da capoeira em Pernambuco começa a surgir com mais evidência. Foi se formando a primeira geração de capoeiras após o obscurecimento do processo histórico da capoeira no Estado.